# Hydra iheringi
Hydra iheringi är en nässeldjursart som beskrevs av Paciente A. Cordero. Hydra iheringi ingår i släktet Hydra och familjen Hydridae. Inga underarter finns listade i Catalogue of Life.